# Mauricinho
Mauricinho, właśc. Maurício Poggi Villela (ur. 29 grudnia 1963 w Ribeirão Preto) – brazylijski piłkarz występujący na pozycji napastnika.

## Kariera klubowa
Karierę piłkarską Mauricinho rozpoczął w klubie Comercial Ribeirão Preto w 1981 roku. W 1983 został zawodnikiem CR Vasco da Gama. W Vasco 15 lutego 1983 w wygranym 1-0 meczu z Nacionalem Manaus Mauricinho zadebiutował w lidze brazylijskiej. Z Vasco zdobył dwukrotnie mistrzostwo stanu Rio de Janeiro – Campeonato Carioca w 1987 i 1988.
W latach 1988–1989 występował w SE Palmeiras. W latach 1989–1991 Mauricinho występował w Europie: w hiszpańskim RCD Espanyol i portugalskim Louletano. Po powrocie do Brazylii ponownie został zawodnikiem Vasco da Gama. W 1992 Mauricinho występował w klubie Fortaleza EC, z którym zdobył mistrzostwo stanu Ceará – Campeonato Cearense. W latach 1994–1995 Mauricinho występował w Japonii w Kyoto Purple Sanga. W latach 1997–1999 był zawodnikiem Vasco da Gama. Z Vasco zdobył mistrzostwo Brazylii w 1997, Copa Libertadores 1998 oraz mistrzostwo stanu Rio de Janeiro w 1998.
W barwach Vasco Mauricinho wystąpił ostatni raz w lidze brazylijskiej 24 października 1998 w przegranym 0-1 meczu z Vitórią Salvador. Ogółem w latach 1984–1998 w lidze brazylijskiej wystąpił w 148 meczach, w których strzelił 17 bramek. Karierę Mauricinho zakończył w macierzystym Comercialu w 2000 roku.

## Kariera reprezentacyjna
Mauricinho występował w olimpijskiej reprezentacji Brazylii. W 1983 roku uczestniczył w Igrzyskach Panamerykańskich w Caracas na których Brazylia zdobyła brązowy medal. Na turnieju Mauricinho wystąpił tylko w meczu reprezentacji Brazylii z Argentyną.
W tym samym roku Mauricinho zdobył z reprezentacją U-20 Młodzieżowe Mistrzostwo Świata. Na turnieju w Meksyku Mauricinho wystąpił we wszystkich sześciu meczach z Holandią, Nigerią, ZSRR, Czechosłowacją, Koreą Południową i w finale z Argentyną.